# Chirongui
Chirongui – miasto w południowo-zachodniej części Majotty (zbiorowość zamorska Francji). Według danych szacunkowych na rok 2008 liczy 6 285 mieszkańców. Ośrodek przemysłowy.